# Principi d'inclusió-exclusió

Exemple d'inclusió-exclusió a partir de tres conjunts.

En combinatòria, el principi d'inclusió-exclusió permet expressar el nombre d'elements (o cardinal) d'una unió finita de conjunts finits en funció del nombre d'elements d'aquests conjunts i de les seves interseccions. Es tradueix directament en termes de probabilitats.
S'atribueix al matemàtic Abraham De Moivre, tot i que va ser formulat per primera vegada pel matemàtic portuguès Daniel Augusto da Silva (1814-1878) i va ser generalitzat per Camille Jordan, i es coneix també (ell o la seva versió probabilista) sota el nom de fórmula del garbell de Poincaré, fórmula de Poincaré, o fórmula del garbell.

## El cas dos conjunts

### Exemple
Entre 20 estudiants, 10 estudien les matemàtiques, 11 estudien la física, i 4 estudien les dues assignatures al mateix temps. Quants n'hi ha d'estudiants que no estudien ni matemàtiques ni física?
Per visualitzar-ho es pot construir un diagrama de Venn.
S'encerclen els elements que verifiquen la mateixa propietat. E representa el grup de tots els estudiants, M representa els que tenen la propietat d'«estudiar matemàtiques», P representa aquells que posseeix la propietat: d'«estudiar física».
Es col·loca a cada part el nombre d'estudiants. Atès que quatre persones estudien a la vegada matemàtiques i física, se'n posen 4 en la intersecció dels dos cercles. Hi ha d'haver per tant 10-4=6 persones que estudien matemàtiques però no física i 11-4=7 persones que estudien física però no matemàtiques. Queden per tant 20-(6+4+7)=3 persones que no estudien ni matemàtiques ni física.
Aquest resultat es troba fàcilment emprant el principi d'inclusió-exclusió que dona el nombre d'estudiants que no posseeixen aquestes dues propietats 20-10-11+4=3.

### Fórmula per a n = 2
Siguin A i B dos conjunts finits, la fórmula s'escriu
{\displaystyle |A\cup B|=|A|+|B|-|A\cap B|}
on|A| i|B | representen els cardinals respectius de A i B.
En Altres Paraules, es poden comptar els elements de la unió de dos conjunts A i B sumant els cardinals d'aquests dos conjunts i sostraient el cardinal de la seva intersecció.

## Cas general
Siguin A 1..., A n  n conjunts finits. Es té
{\displaystyle \left|\,\bigcup _{i=1}^{n}A_{i}\,\right|=\sum _{i=1}^{n}\left|A_{i}\right|-\sum _{(i,j)\,/\,1\leq i<j\leq n}\left|A_{i}\cap A_{j}\right|}{\displaystyle +\sum _{(i,j,k)\,/\,1\leq i<j<k\leq n}\left|A_{i}\cap A_{j}\cap A_{k}\right|-\ \cdots \cdots \ +(-1)^{n+1}|A_{1}\cap \ldots \cap A_{n}|}
on|A| designa el cardinal d'un conjunt finit A.
Aquesta fórmula es també pot escriure de manera més condensada
{\displaystyle \left|\,\bigcup _{i=1}^{n}A_{i}\,\right|=\sum _{k=1}^{n}\left((-1)^{k-1}\sum _{1\leq i_{1}<i_{2}<\ldots <i_{k}\leq n}\left|A_{i_{1}}\cap A_{i_{2}}\cap \ldots \cap A_{i_{k}}\right|\right)}.
Es pot demostrar per inducció sobre n, o fent servir les funcions característiques.
Sigui E un conjunt finit, que conté els conjunts A i. Es dedueix per pas al complementari que el cardinal del conjunt dels elements de E que no pertanyen a cap dels Ai és:
{\displaystyle \left|E\setminus \bigcup _{i=1}^{n}A_{i}\,\right|=|E|+\sum _{k=1}^{n}\left((-1)^{k}\sum _{1\leq i_{1}<i_{2}<\ldots <i_{k}\leq n}\left|A_{i_{1}}\cap A_{i_{2}}\cap \ldots \cap A_{i_{k}}\right|\right)}.
El principi d'inclusió-exclusió es pot deduir de la fórmula d'inversió de Möbius.

## Versió probabilista
Siguin un espai de probabilitat {\displaystyle \scriptstyle \ (\Omega ,{\mathcal {A}},\mathbb {P} )\ } i {\displaystyle \scriptstyle \ n\ } elements {\displaystyle \scriptstyle \ A_{1},A_{2},\dots ,A_{n}\ } de la tribu {\displaystyle \scriptstyle \ {\mathcal {A}}.\ } es té
{\displaystyle \mathbb {P} \left(\,\bigcup _{i=1}^{n}A_{i}\,\right)=\sum _{k=1}^{n}\left((-1)^{k-1}\sum _{1\leq i_{1}<i_{2}<\ldots <i_{k}\leq n}\mathbb {P} \left(A_{i_{1}}\cap A_{i_{2}}\cap \ldots \cap A_{i_{k}}\right)\right)}.
Aquesta fórmula es pot demostrar per inducció sobre n, o fent servir funcions característiques, de la mateixa manera que la fórmula precedent. També es pot formular de la manera següent:
{\displaystyle \mathbb {P} \left(\,\bigcup _{i=1}^{n}A_{i}\,\right)=\sum _{S\subset [\![1,n]\!],\,S\neq \varnothing }(-1)^{-1+|S|}\ \mathbb {P} \left(\bigcap _{i\in S}\,A_{i}\right)}.

## Aplicacions

### Desigualtats de Bonferroni
El terme d'ordre k de la suma decreix (en valor absolut) en funció de k. Les sumes parcials dels primers termes de la fórmula subministren per tant alternativament a un augmentant i a un minorant la suma completa, i es poden fer servir com aproximacions d'aquesta: aquests augmentants i minorants s'anomenen les desigualtats de Bonferroni.

### Desarranjaments i nombre de punts fixos d'una permutació
En combinatòria, la fórmula del garbell permet determinar el nombre de desarranjaments d'un conjunt finit. Un desarranjament d'un conjunt A és una bijection de A en si mateix sense punt fix. Gràcies al principi d'inclusió-exclusió de Moivre, es pot demostrar que si el cardinal de A és igual a n, llavors el nombre de desarranjaments de A és el nombre sencer més proper a n!/e (on e designa la base dels logaritmes neperians). En resulta que si totes les bijeccions tenen la mateixa probabilitat de ser escollides, llavors la probabilitat perquè una bijecció presa a l'atzar sigui un desarranjament tendeix ràpidament cap a 1/e quan n tendeix cap a l'infinit.
Es pot portar més lluny l'estudi estadístic dels punts fixos de les permutacions. notant N(ω) el nombre de punts fixos d'una permutació ω. S'observa que N(ω)=0 si i només si ω és un desarranjament. En això la proposició següent precisa el resultat en relació amb els desarranjaments (que no és altre que el càlcul de {\displaystyle \scriptstyle \ \mathbb {P} \left(\,N=0\right)\ }):
| Proposició Per a tot enter k comprès entre 0 i n {\displaystyle \mathbb {P} \left(\,N=k\right)\ =\ {\frac {1}{k!}}\quad \sum _{\ell =0}^{n-k}\ {\frac {(-1)^{\ell }}{\ell !}}.} |

En particular, la llei de N és molt propera a la llei de Poisson de paràmetre 1, per a n gran. Això il·lustra el paradigma de Poisson, segons el qual una suma d'un gran nombre de variables de Bernouilli de petit paràmetre, poc correlacionades, segueix aproximadament la Llei de Poisson: N pot ser vista com tal suma. L'escriptura de N com a suma de variables de Bernoulli permet un càlcul ràpid de l'esperança i de la variància de N, el que l'expressió explicita de la llei de N, donada damunt, no permet.